# 北陸経済連合会
北陸経済連合会（ほくりくけいざいれんごうかい）は、新潟県を除く北陸地方（北陸3県）に本社または活動拠点を持つ主要企業・団体を会員とする経済団体。略称は北経連（ほくけいれん）。英語表記は　Hokuriku Economic Federation　(Hokkeiren)。
会員企業の意見を取りまとめ国や自治体へ提言するほか、北陸経済活性化に関連する調査研究をおこなう。また福井商工会議所、金沢商工会議所など主要経済団体および自治体などと連携し、北陸経済圏における大規模プロジェクトや中部文化振興への推進・協力も行っている。石川県金沢市の北國ビルディングに事務局を置く。
なお、「北陸」と称してはいるものの新潟県は含まれていない。新潟県の企業は東北経済連合会に所属している。

## 沿革
- 1964年（昭和39年）11月20日 - 設立

### 歴代会長
全て北陸電力出身者である。
- 初代会長：金井久兵衛 （1967年11月 - 1979年5月）
- 2代会長：原谷敬吾 （1979年5月 - 1991年5月）
- 3代会長：森本芳夫 （1991年5月 - 1995年5月）
- 4代会長：谷正雄 （1995年5月 - 1999年3月）
- 5代会長：山田圭藏 （1999年5月 - 2005年5月）
- 6代会長：新木富士雄 （2005年5月 - 2010年5月）
- 7代会長：永原功 （2010年5月 - 2015年5月）
- 8代会長：久和進 （2015年5月 - 2021年6月）
- 9代会長：金井豊（2021年6月 - ）[1]

## 役員
2017年8月現在
会長
久和進 北陸電力代表取締役会長
副会長
川田達男 セーレン代表取締役会長兼社長
高木繁雄 北陸銀行特別参与
菱沼捷二 津田駒工業代表取締役会長
稲垣晴彦 北陸コカ・コーラボトリング代表取締役社長
伊東忠昭 福井銀行取締役会長
安宅建樹 北國銀行代表取締役頭取
専務理事
水野一義 北陸経済連合会
常務理事　
小林真 北陸経済連合会
常任理事　
山崎幸雄 福井テレビジョン放送相談役
水口昭一郎 立山科学工業代表取締役社長
加藤敏彦 北陸鉄道代表取締役社長
江守康昌 日華化学代表取締役社長
三田村俊文 福邦銀行取締役会長
齊藤博 石黒建設代表取締役会長
永山憲三 大日製作所代表取締役社長
桑名博勝 富山地方鉄道取締役相談役
石澤義文 富山県商工会連合会会長
福光松太郎 福光屋代表取締役社長
加納裕 小松ウオール工業代表取締役社長
有馬義一 敦賀海陸運輸代表取締役会長
小田禎彦 加賀屋代表取締役相談役
坪田清則 福井放送取締役最高顧問
宮二朗 大和取締役社長
米沢寛 米沢電気工事代表取締役会長
高松喜与志 高松機械工業代表取締役社長
綿貫勝介 トナミホールディングス代表取締役社長
三谷聡 三谷商事代表取締役社長
田上好道 石川県商工会連合会会長
吉田真士 福井新聞社代表取締役社長
川村人志 三協立山相談役
朝日重剛 朝日印刷代表取締役会長
清川忠 清川メッキ工業代表取締役会長
吉田國男 ヨシダ印刷相談役
麦野英順 北陸銀行代表取締役会長
新田八朗 日本海ガス代表取締役社長
八木誠一郎 フクビ化学工業代表取締役社長
澁谷進 澁谷工業取締役副会長
井上孝 YKK副社長 黒部地区担当 黒部事業所長
佐飛敏治 福井県商工会連合会会長
杉野太加良 スギノマシン代表取締役社長
浅野邦子 箔一取締役会長
板倉均 北日本新聞社代表取締役社長
金井豊 北陸電力代表取締役社長 社長執行役員
米田司 西日本電信電話北陸事業本部長
温井伸 北國新聞社代表取締役社長
久保田修 中日本高速道路執行役員金沢支社長
北村彰浩 キタムラ機械代表取締役社長
理事　
中村健一 中村留精密工業代表取締役社長
武内繁和 武内プレス工業代表取締役社長
松村俊一 松村物産代表取締役社長
森政雄 リードケミカル代表取締役会長
横山嘉信 アスワ物産代表取締役会長
金岡純二 富山第一銀行代表取締役会長
金岡寛 金岡忠商事代表取締役会長
横山哲夫 北日本放送代表取締役社長
竹内由男 旭電設代表取締役会長
松原吉隆 大同産業代表取締役社長
今村善孝 大電産業代表取締役社長
田中利則 倉茂電工取締役社長
三谷充 三谷産業取締役会長
中島秀雄 加賀製紙代表取締役社長
細野昭雄 アイ・オー・データ機器代表取締役社長
金尾雅行 富山港湾運送代表取締役社長
松井富雄 北計工業取締役会長
里谷光弘 輪島商工会議所会頭
上野清治 小浜商工会議所会頭
山口昌広 北酸代表取締役社長
高桑幸一 キョー・エイ代表取締役社長
笠井千秋 タカギセイコー取締役相談役
櫻井二郎 サカヰ産業代表取締役社長
山地清 富山信用金庫理事長
蓑輪進一 福井信用金庫会長
稲山幹夫 大野商工会議所会頭
青木桂生 クスリのアオキホールディングス取締役会長
川村人志 高岡商工会議所会頭
藤本朋二 敦賀セメント代表取締役社長
佐伯博 立山黒部貫光代表取締役社長
上村和弥 上村電建代表取締役社長］
長谷川清 PFU代表取締役社長
大林重治 七尾商工会議所会頭
村中美紀夫 村中建設代表取締役社長
中井敏郎 東亜薬品代表取締役社長
三鍋光昭 北陸電気工事代表取締役社長
松島英章 北陸通信ネットワーク代表取締役社長
梅田ひろ美 ユニゾーン代表取締役会長
森田弘美 グループフィリア代表取締役
金岡克己 インテック取締役会長
浅野哲夫 北陸先端科学技術大学院大学学長
金剛寺敏則 日医工代表取締役専務執行役員
庄田正一 金沢ニューグランドホテル代表取締役社長
山崎光悦 金沢大学学長
増田成利 エヌ・ティ・ティ・データ北陸代表取締役社長
児島邦昌 西日本旅客鉄道執行役員金沢支社長
鈴木博竹 日本政策投資銀行北陸支店長
川西邦夫 伏木海陸運送代表取締役社長
黒田一郎 鯖江商工会議所会頭
北村憲三 砺波商工会議所会頭
岸研司 熊谷組常務執行役員北陸支店長
伊東芳隆 日本航空北陸支店長
大森満晴 全日本空輸金沢支店長
宮田慶一 日本銀行金沢支店長
山中明人 ジェイ・バス代表取締役副社長
赤丸準一 ケーブルテレビ富山代表取締役社長
村上哲也 ニューハウス工業代表取締役社長
監事　
荒井由泰　勝山商工会議所会頭
飯田久範　富山県信用保証協会会長